# Tetramorium traegaordhi
Tetramorium traegaordhi är en myrart som beskrevs av Santschi 1914. Tetramorium traegaordhi ingår i släktet Tetramorium och familjen myror. Inga underarter finns listade i Catalogue of Life.